# Wielkie Łuki
Wielkie Łuki (ros. Великие Луки) – miasto w Rosji, w obwodzie pskowskim, nad rzeką Łowacią. Około 90,9 tys. mieszkańców (2020).

## Przynależność państwowa
- 1166–1169 – Republika Nowogrodzka (lenno Wielkiego Księstwa Kijowskiego)
- 1169–1389 – Republika Nowogrodzka (lenno Wielkiego Księstwa Włodzimierskiego)
- 1389–1392 – Republika Nowogrodzka (lenno Korony Królestwa Polskiego)
- 1392–1407 – Republika Nowogrodzka
- 1407–1412 – Republika Nowogrodzka (lenno Korony Królestwa Polskiego)
- 1412–1478 – Republika Nowogrodzka
- 1478–1480 – Wielkie Księstwo Moskiewskie (lenno Złotej Ordy)
- 1480–1547 – Wielkie Księstwo Moskiewskie
- 1547–1721 –  Carstwo Rosyjskie
- 1721–1917 –  Imperium Rosyjskie
- 1917 –  Republika Rosyjska
- 1917–1922 –  Rosyjska FSRR
- 1922–1991 –  ZSRR
- od 1991 –  Federacja Rosyjska

## Zaludnienie
| Liczba mieszkańców Wielkich Łuków na rok (w tysiącach) |      |       |      |       |       |       |       |      |       |       |       |       |      |      |      |
| rok                                                    | 1897 | 1926  | 1931 | 1939  | 1959  | 1962  | 1967  | 1970 | 1973  | 1976  | 1979  | 1982  |      |      |      |
| mieszkańcy                                             | 8,5  | 19,6  | 25,3 | 34,9  | 58,9  | 68    | 80    | 85,3 | 95    | 98    | 101,5 | 106   |      |      |      |
| rok                                                    | 1986 | 1989  | 1992 | 1996  | 1998  | 2000  | 2001  | 2003 | 2005  | 2006  | 2007  | 2008  | 2009 | 2015 | 2020 |
| mieszkańcy                                             | 111  | 113,7 | 116  | 116,2 | 117,6 | 116,3 | 115,4 | 105  | 103,5 | 102,4 | 101,1 | 100,3 | 99,3 | 95,6 | 90,9 |

## Miasta partnerskie
- Maardu
- Seinäjoki

## Ludzie związani z miastem
- Dmitrij Aleniczew – rosyjski piłkarz
- Gienrich Fiedosow – rosyjski piłkarz, grający na pozycji napastnika, reprezentant ZSRR
- Edward Habich – polski inżynier i wynalazca
- Wacław Szyszkowski – polski profesor prawa
- Chaim Mordechai Rumkowski – przełożony Starszeństwa Żydów 1940-1944 w getcie łódzkim